# Karanja
Karanja là một thành phố và là nơi đặt hội đồng đô thị (municipal council) của quận Washim thuộc bang Maharashtra, Ấn Độ.

## Địa lý
Karanja có vị trí 18°53′B 72°55′Đ / 18,88°B 72,92°Đ Nó có độ cao trung bình là 13 mét (42 feet).

## Nhân khẩu
Theo điều tra dân số năm 2001 của Ấn Độ, Karanja có dân số 60.158 người. Phái nam chiếm 52% tổng số dân và phái nữ chiếm 48%. Karanja có tỷ lệ 72% biết đọc biết viết, cao hơn tỷ lệ trung bình toàn quốc là 59,5%: tỷ lệ cho phái nam là 78%, và tỷ lệ cho phái nữ là 67%. Tại Karanja, 14% dân số nhỏ hơn 6 tuổi.